# Abbaye Notre-Dame de Grosbot
L'abbaye Notre-Dame de Grosbot, connue aussi sous le nom de Fontvive, Font Vive ou Fontaine Vive,,,.est une ancienne abbatiale cistercienne située sur le territoire de la commune de Charras en Charente, au cœur de la forêt d'Horte. Le nom Font-Vive se trouve dans les archives, dans une charte de 1121, dans un acte de 1470...

## Histoire
L'abbaye de Grosbot est l'ancienne abbaye cistercienne Notre-Dame de Font-Vive (Fontis Vivis, francisé en 2000 en Fontaine Vive,), située au lieu-dit  Grosbot  (de l'occitan ou bas-latin Gros bosc, grande forêt, ou Grossum Boscum).
Elle est située dans une clairière de défrichement de la grande forêt d'Horte, à la limite des diocèses d'Angoulême et de Périgueux. Le monastère constituait un relais des moines d'Obazine entre l'océan Atlantique et le Limousin.

### Fondation
L'abbaye Notre-Dame de Fontvive est une abbaye probablement fondée vers 975 comme maison augustinienne, dont il subsiste des vestiges. Elle est située dans un vallon où naît une source.

### Évolution du statut
En 1166, elle  entre dans l'ordre de Cîteaux. En 1180, elle change alors de nom en Grosbot (Beate Maria de Grosso Bosco) ou Grosbois,.
Elle est enrichie par la famille de La Rochefoucauld (de Marthon), qui avec d'autres bienfaiteurs comme les comtes de Lusignan et les seigneurs de Mareuil lui donnent des terres.
Elle abrite ainsi pendant plusieurs siècles le tombeau des La Roche, seigneurs de La Rochefoucauld.
Aux XIIe et XIIIe siècles, l'abbaye est riche et possède des terres, moulins, forges et maisons dans toute la région, entre La Jarne (près de La Rochelle) et Périgueux. Elle est aussi propriétaire de la chapelle d'Obézine d'origine à Angoulême.

### Guerres, pillages et destructions
Au début les frères laïcs cultivaient les champs eux-mêmes, mais au début du XIVe siècle, après les dégâts de la grande peste et les guerres, les terres sont abandonnées. Le Père abbé choisit l'arrentement perpétuel pour leur remise en culture.
L'abbaye fut détruite durant les guerres de Religion. Les huguenots emportèrent jusqu'au bois des poutres. En 1568, les religieux sont chassés par Vincent de Villars, de la maison de Mainzac, qui s'approprie les revenus et vend les terres. Mais les moines reviennent en 1570.
L'abbaye a été reconstruite au XVIIe siècle par l'abbé Jean de la Font (nommé en 1641, mort en 1673). On lui doit aussi les bâtiments conventuels au nord et à l'est. L'abbaye retrouve une relative prospérité.

### Perte de fonction religieuse
À la Révolution française, il ne reste plus qu'un seul moine, et l'abbaye est vendue comme bien national.

## Liste des abbés
- 1155-1169 : Guillaume Ier
- 1169-1191 : Bernard Ier
- 1191-1220 : Guillaume II
- 1220-1234 : Géraud Ier
- 1234-1261 : Pierre Ier
- 1261-1280 : Robert
- 1280-1292 : Arnaud
- 1292-1310 : Géraud II
- 1310-1325 : Pierre II
- 1325-1329 : François Ier
- 1329-1346 : Raoul
- 1346-1357 : Pierre III
- 1357-1397 : Bernard II
- 1397-1407 : Jean Ier
- 1407-1434 : Hélie Ier de Tryon
- 1434-1435 : Pierre IV de Troys
- 1435-1460 : Hélie II Esnard
- 1461-1481 : Pierre V de Rouzier
- 1481-1522 : Jean II Hélie de Coulonges
- 1523-1541 : Jean III Cailhon de Bellejoie
- 1541-1553 : Claude Ier de La Rochebeaucourt
- 1553-1565 : François II de Montalembert
- 1565-1576 : Pierre VI de La Loue
- 1576-1577 : Philippe de Nambu
- 1577-1587 : Jean IV Roy
- 1587-1596 : Jean V Bouthinot
- 1596-1598 : Pierre VII Benoît
- 1598-1611 : Jean VI de Vergier
- 1611-1631 : Henri de Lambert
- 1632-1636 : François III de Rapy
- 1636-1640 : Guillaume III de La Font
- 1640-1658 : Jean VII de La Font
- 1658-1674 : Pierre VIII de Séguiran
- 1674-1713 : Toussaint Rose
- 1713-1718 : Adrien Quesnet
- 1718-1722 : Jean VIII Jouilhac
- 1722-1748 : Claude II François Léoutre
- 1749-1766 : Louis Huot
- 1767-1779 : François IV Coupdelance
- 1779-1791 : Claude III Pierre Chupier

Source : Gallia Christiana

## Architecture

### L’église abbatiale
De l'église abbatiale, il reste des vestiges, le bras de transept nord, le sol correspondant à l'emprise de l'abbatiale et la salle capitulaire attenante.
L'église a été sans doute bâtie vers la fin du XIIe siècle. Elle n'est pas typiquement cistercienne, mais elle est typique de la région, comme les églises de Cadouin et de Boschaud, autres abbayes cisterciennes possédant les mêmes absidioles arrondies.
Celles-ci ont été remplacées par des murs plats avec fenêtres peu après les guerres de Religion. Seule la première travée de la nef est encore voûtée, le toit de la nef s'étant en partie effondré.
Sur le côté sud de la nef, la porte des Morts menait au cimetière.
Le croisillon nord a été transformé en grange après la Révolution et une porte a été creusée. On voit encore la porte monumentale à droite du XVIIe siècle menant à la sacristie. Le transept a été muré au XVIIIe siècle. On voit encore les traces de l'absidiole d'origine du XIIe siècle ainsi que les traces d'un escalier menant à l'étage, où une ouverture avait été faite pour que les moines assistent à l'office de la nuit. La fenêtre date du XVIIe siècle.

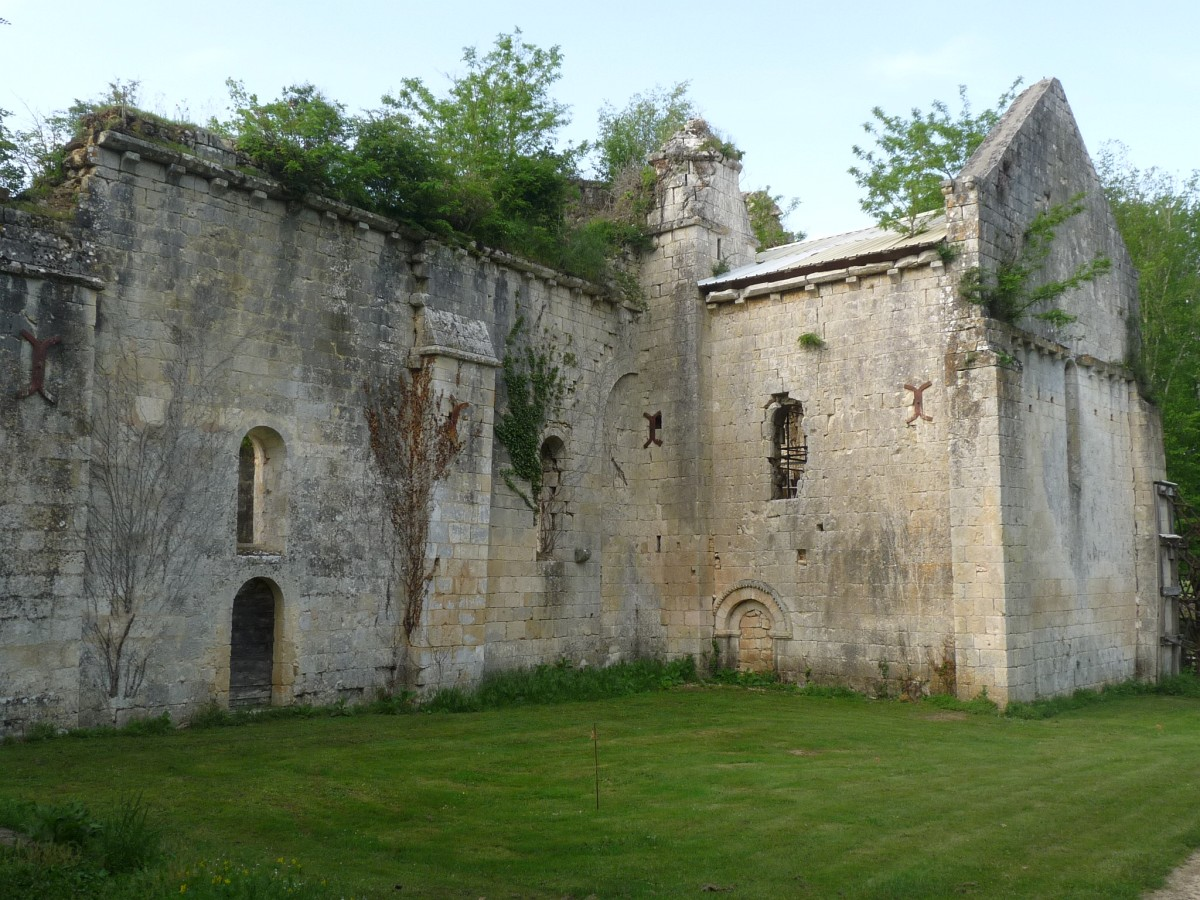
Église, transept sud, et porte des Morts latéralement à la nef.
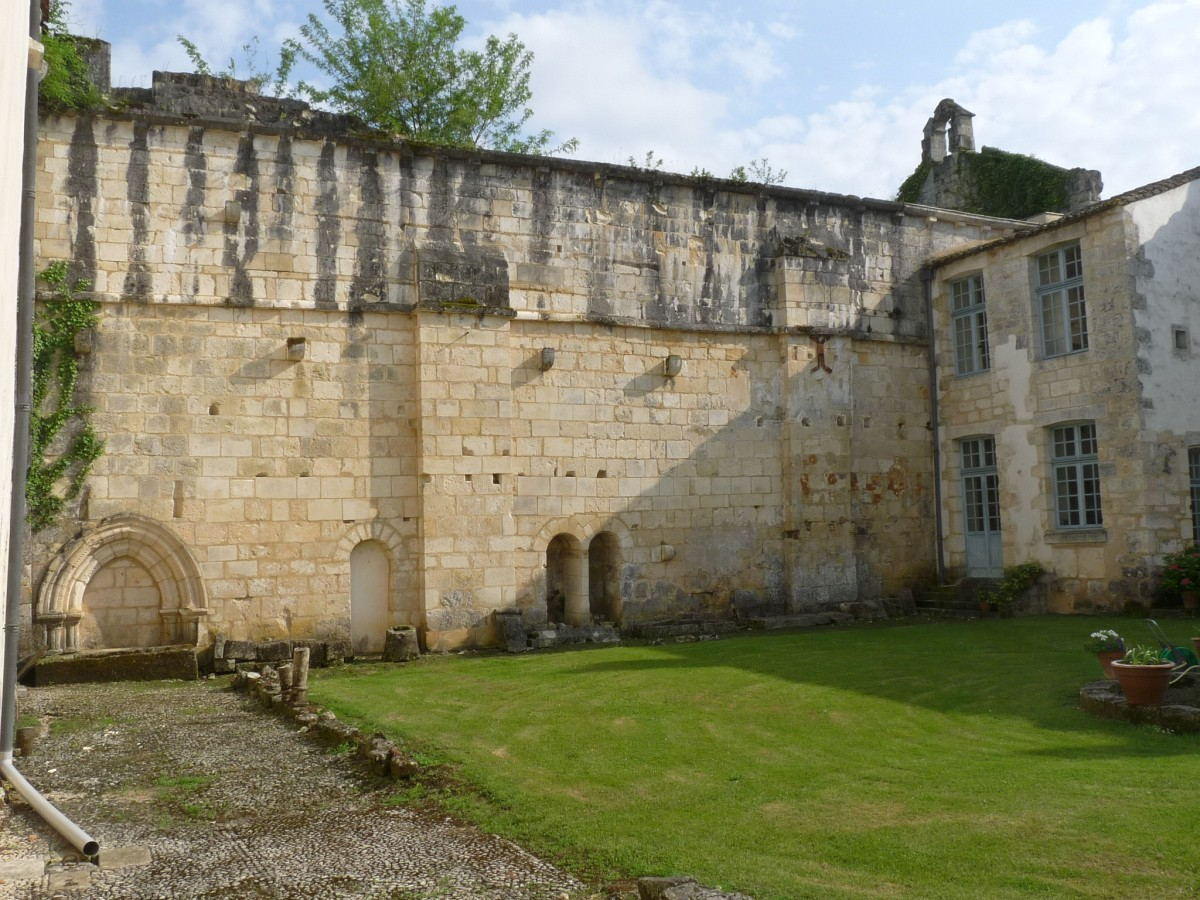
L'église, vue du cloître.
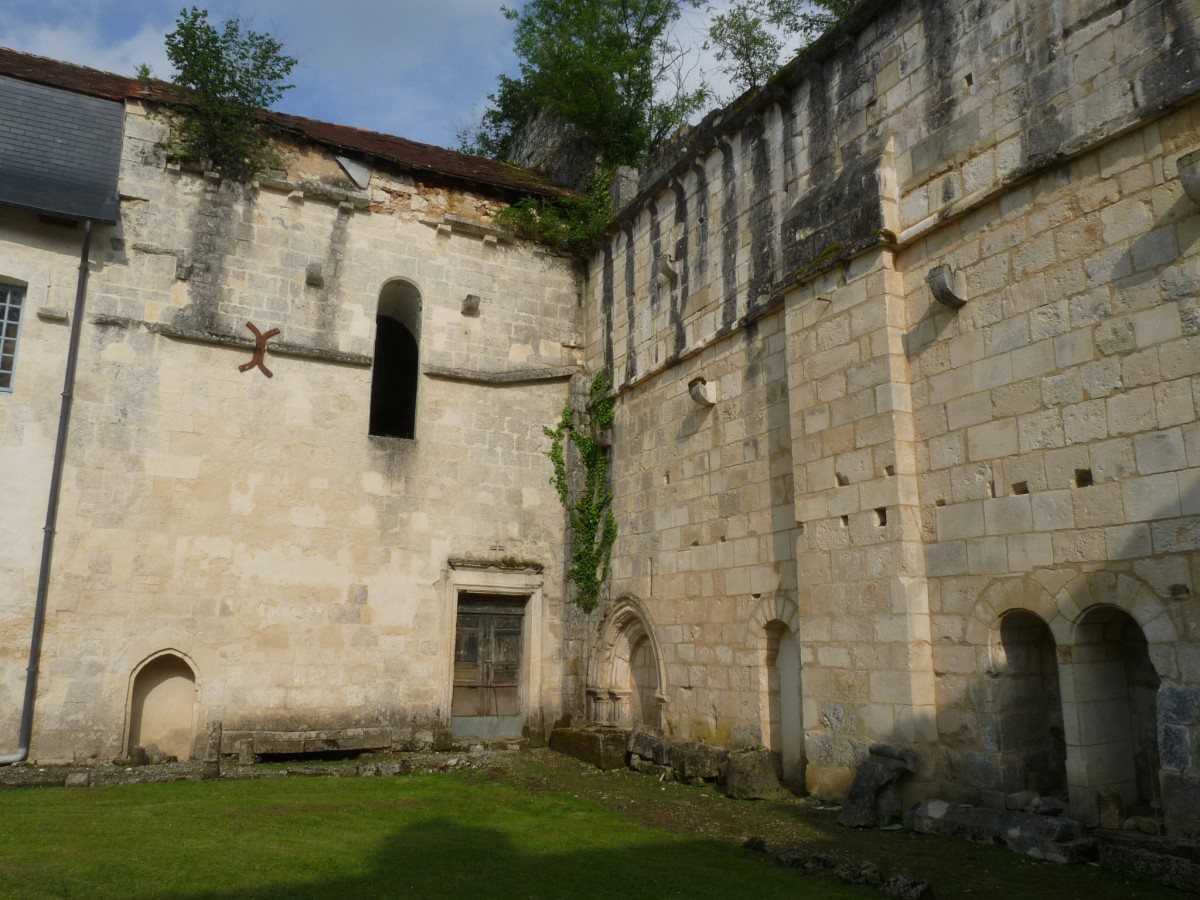
L'église et le croisillon nord, jouxtant la salle capitulaire.
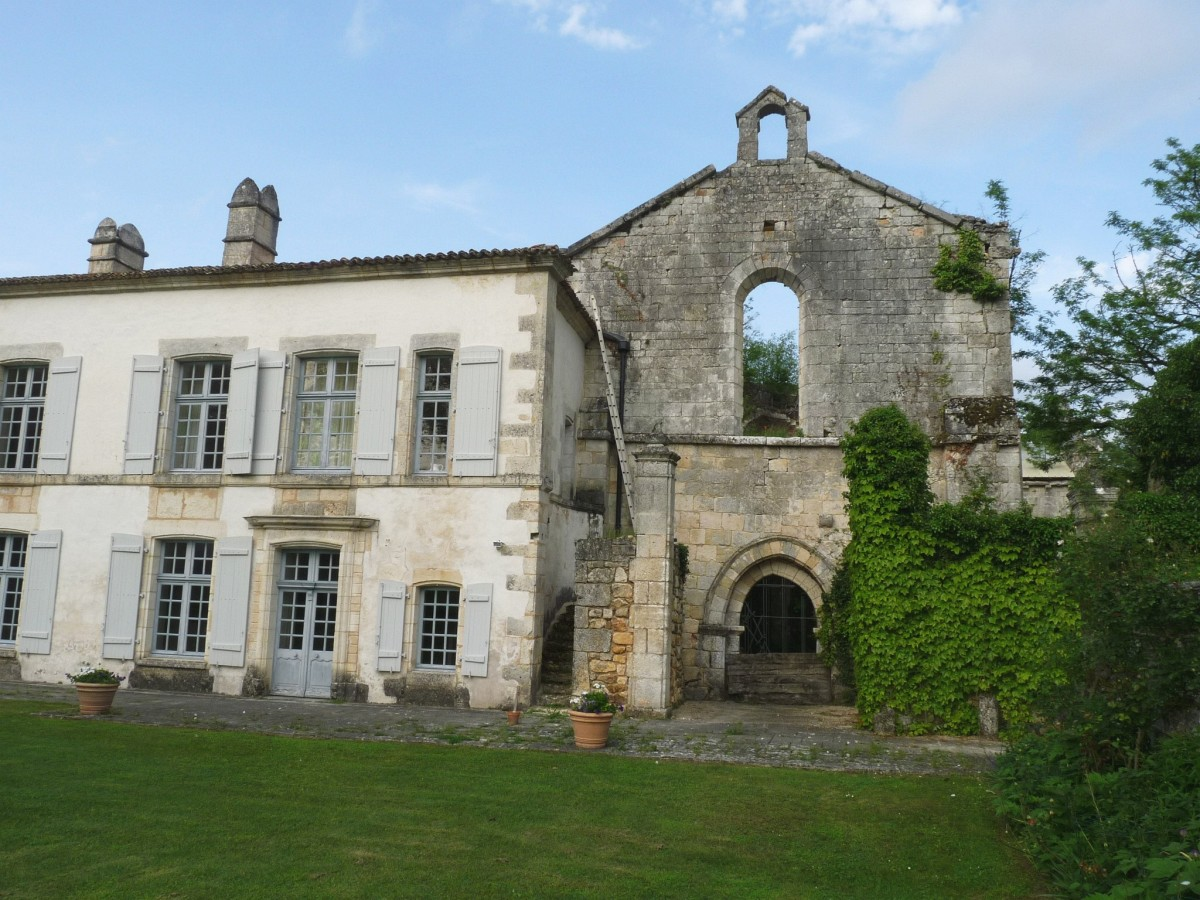
Façade de l'église.
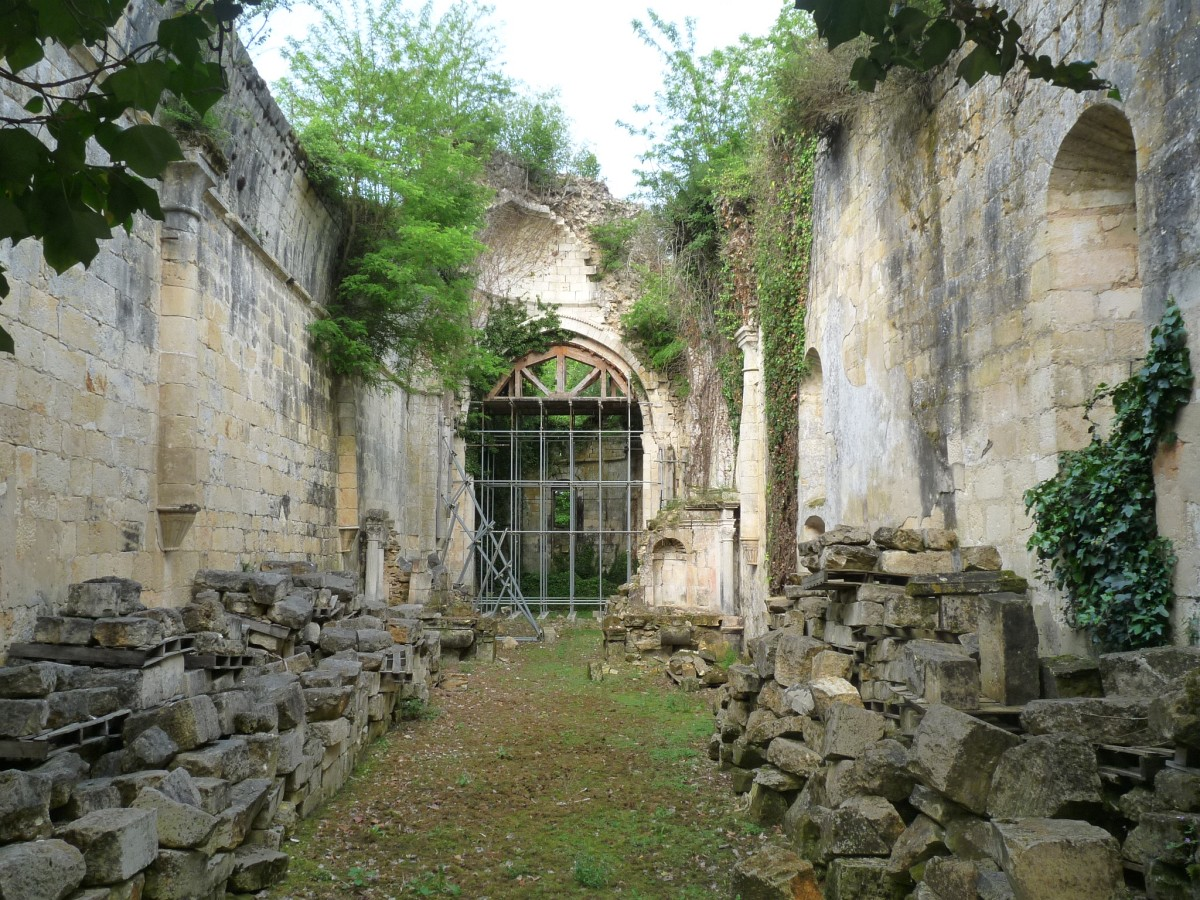
Intérieur de l'église.
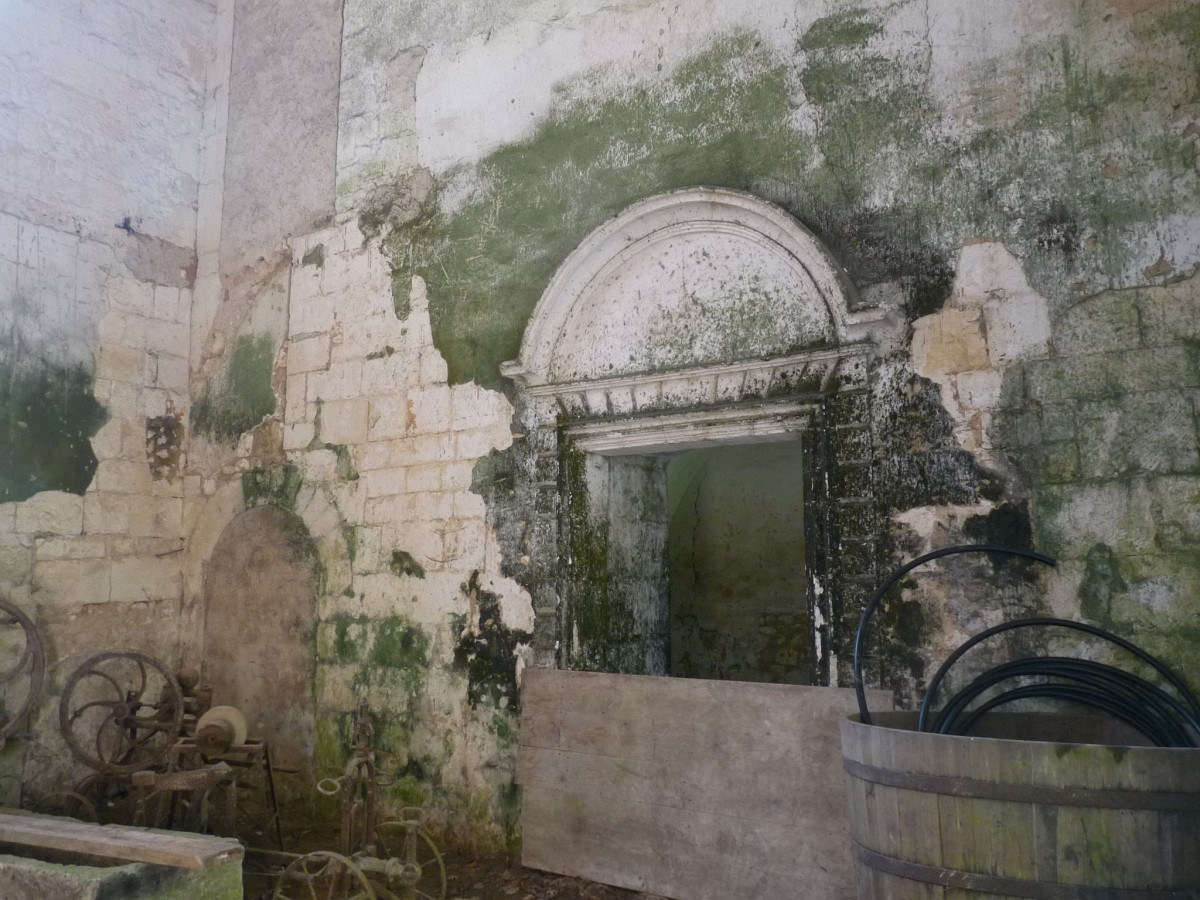
L'intérieur du transept nord avec la porte de la sacristie.

### Les bâtiments monastiques
Le cloître jouxtait l'église au nord. Il y avait une galerie couverte, dont on peut voir encore les trous des poutres. Un étage a été construit plus tard. C'est devenu la cour d'honneur au XVIIe siècle.
La salle capitulaire, à l'est, jouxtant le transept nord de l'église, date du XVIIe siècle. On a retrouvé les traces de fenêtres et de l'ancienne porte de celle du XIIe siècle. L'aile Est a été restaurée entre 1998 et 2003. On pense que c'était l'entrée principale et la pièce la plus importante du logis au XVIIe siècle. Le toit présente des fenêtres mansardées alternativement arrondies et pointues, et il est couvert en partie d'ardoises et de tuiles.
On retrouve dans l'aile nord les vestiges des fenêtres du XIIe siècle. L'aile nord abritait le réfectoire, les cuisines et les caves.
L'aile ouest a été reconstruite au XVIIIe siècle et restaurée en 1991 après un incendie. Elle abritait les frères convers qui travaillaient la terre, et ils avaient leur propre cuisine et dortoirs. Il y avait des cheminées dans toutes les chambres à coucher, à partir du XVIIe siècle. C'est aussi de ce côté que se trouvaient les étables et les granges.
Entourant la propriété, il reste les murs de clôture, le portail, donnant au sud sur l'ancien chemin entre Grassac et Charras.

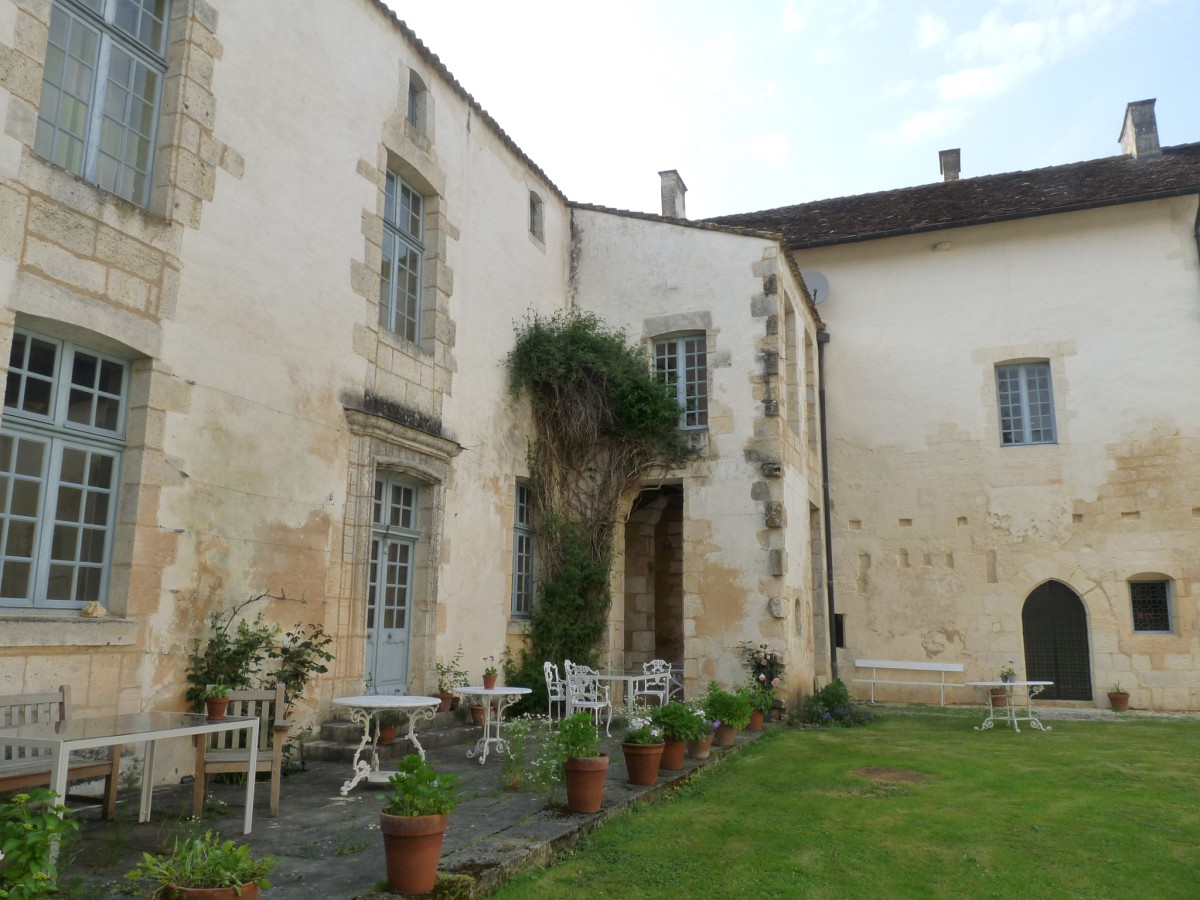
Cloître, ailes nord et ouest.
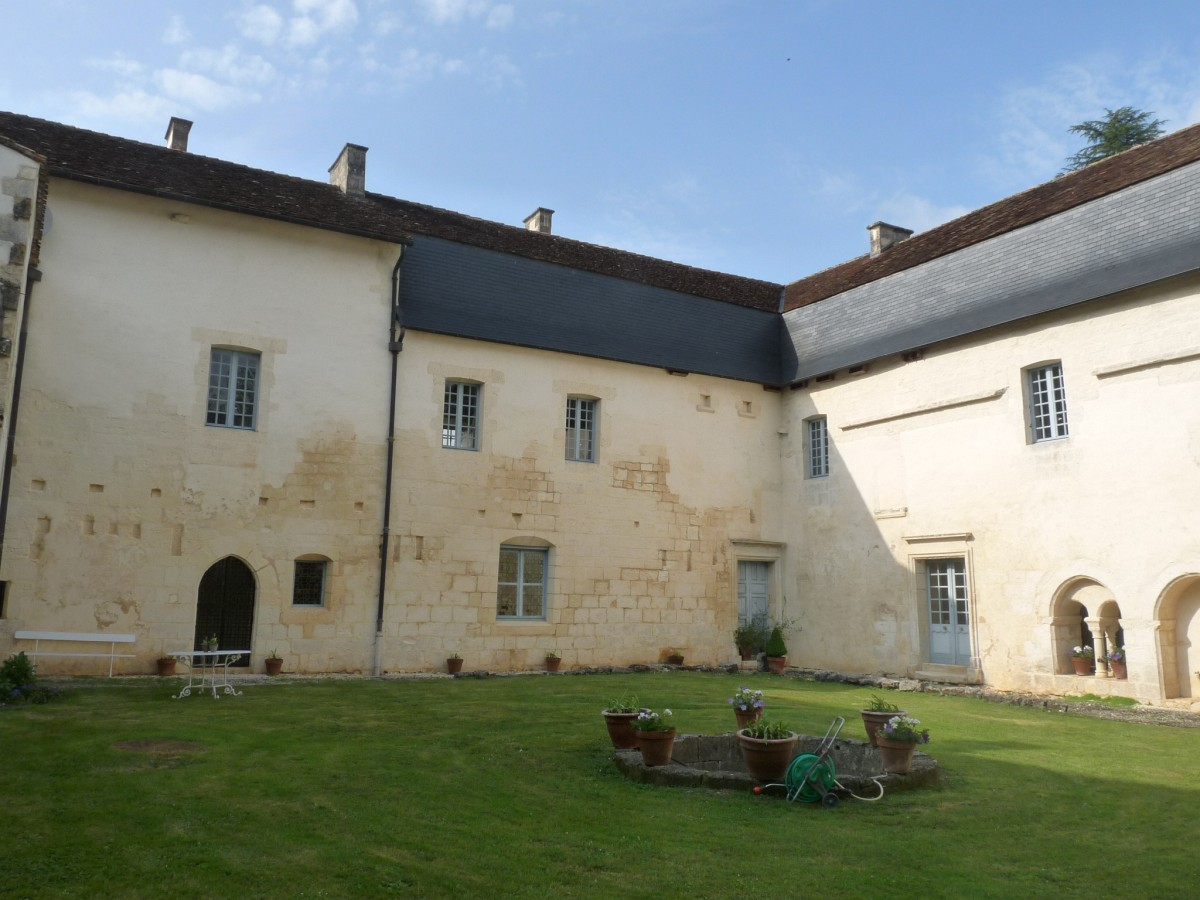
Cloître, ailes nord et est; salle capitulaire à droite.
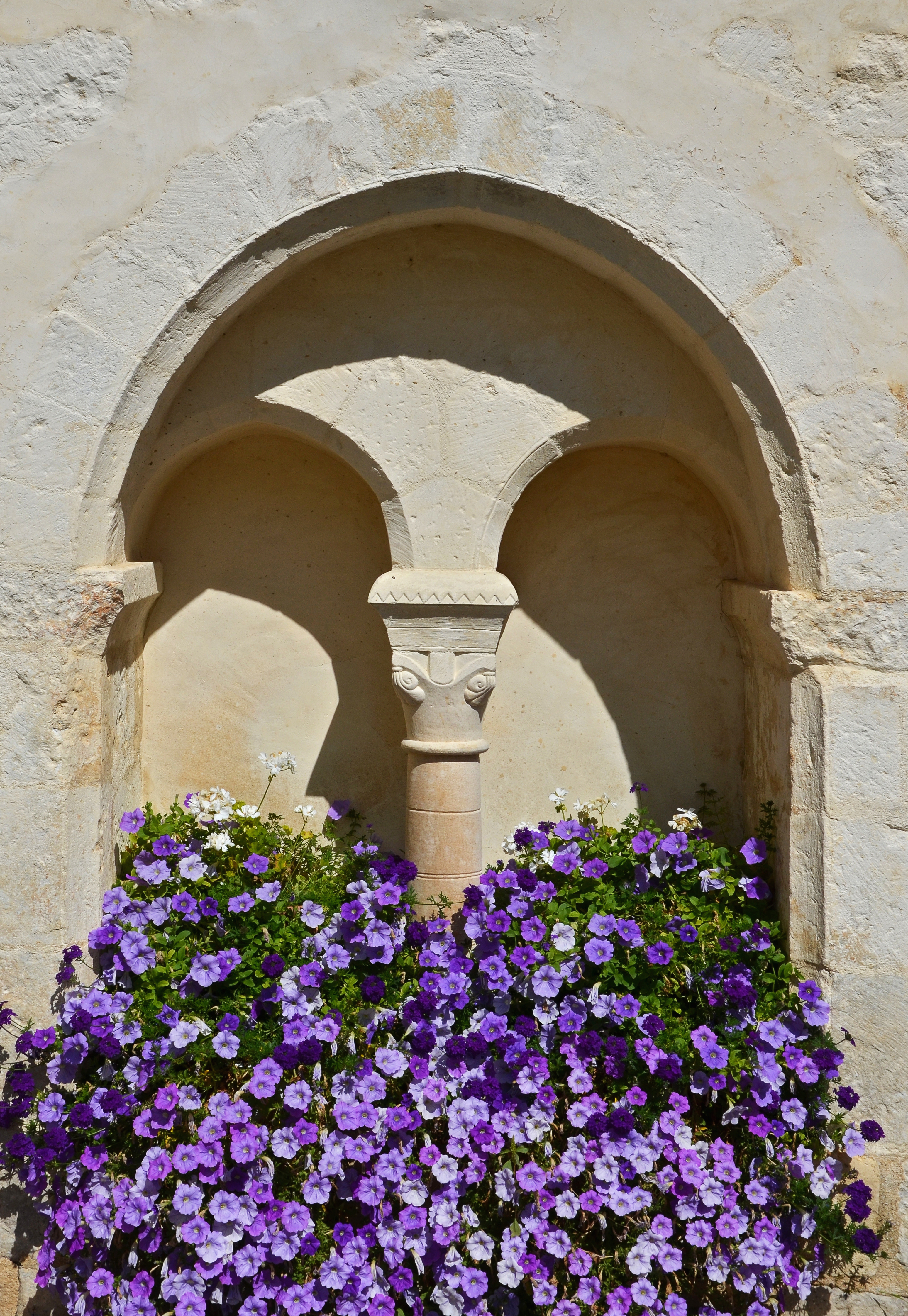
Détail architectural du mur est de la cour actuelle.
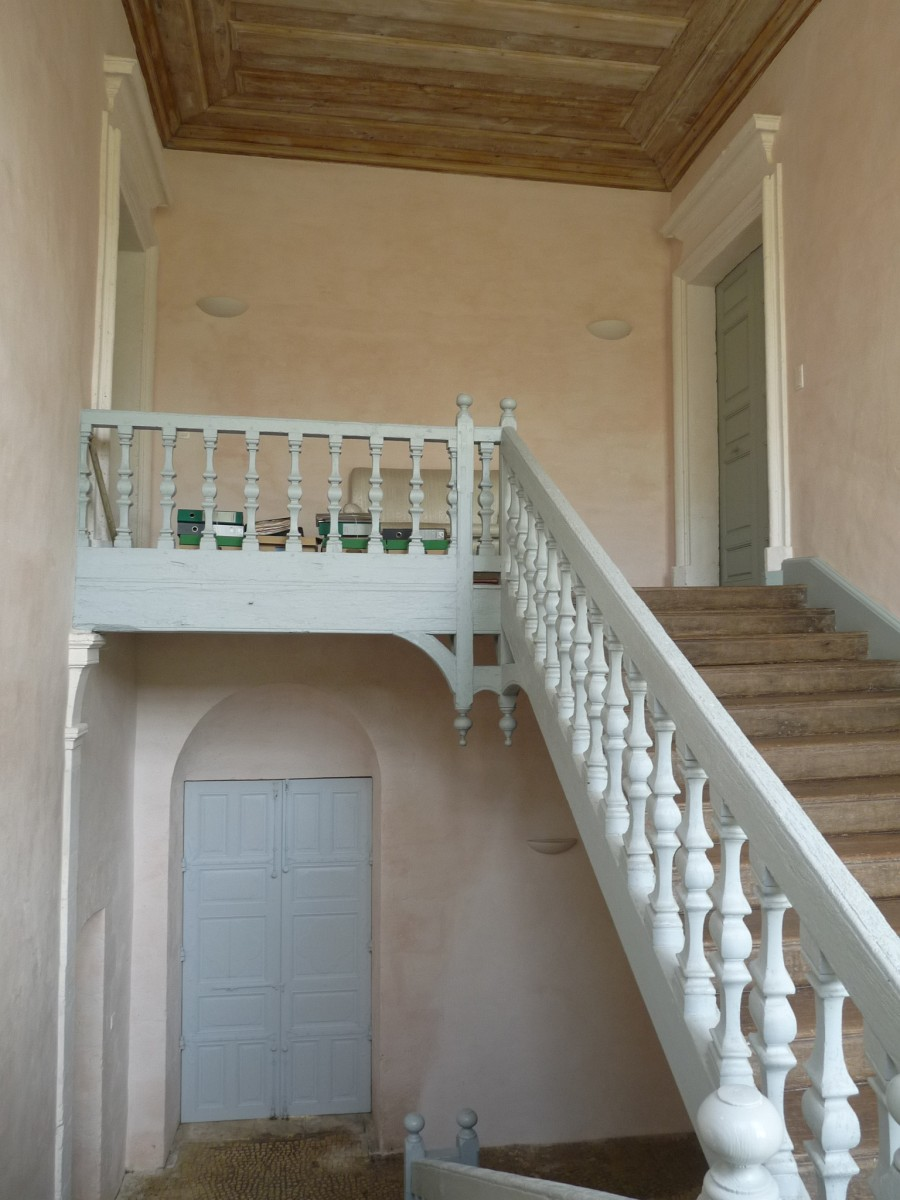
Escalier, dans l'aile nord.
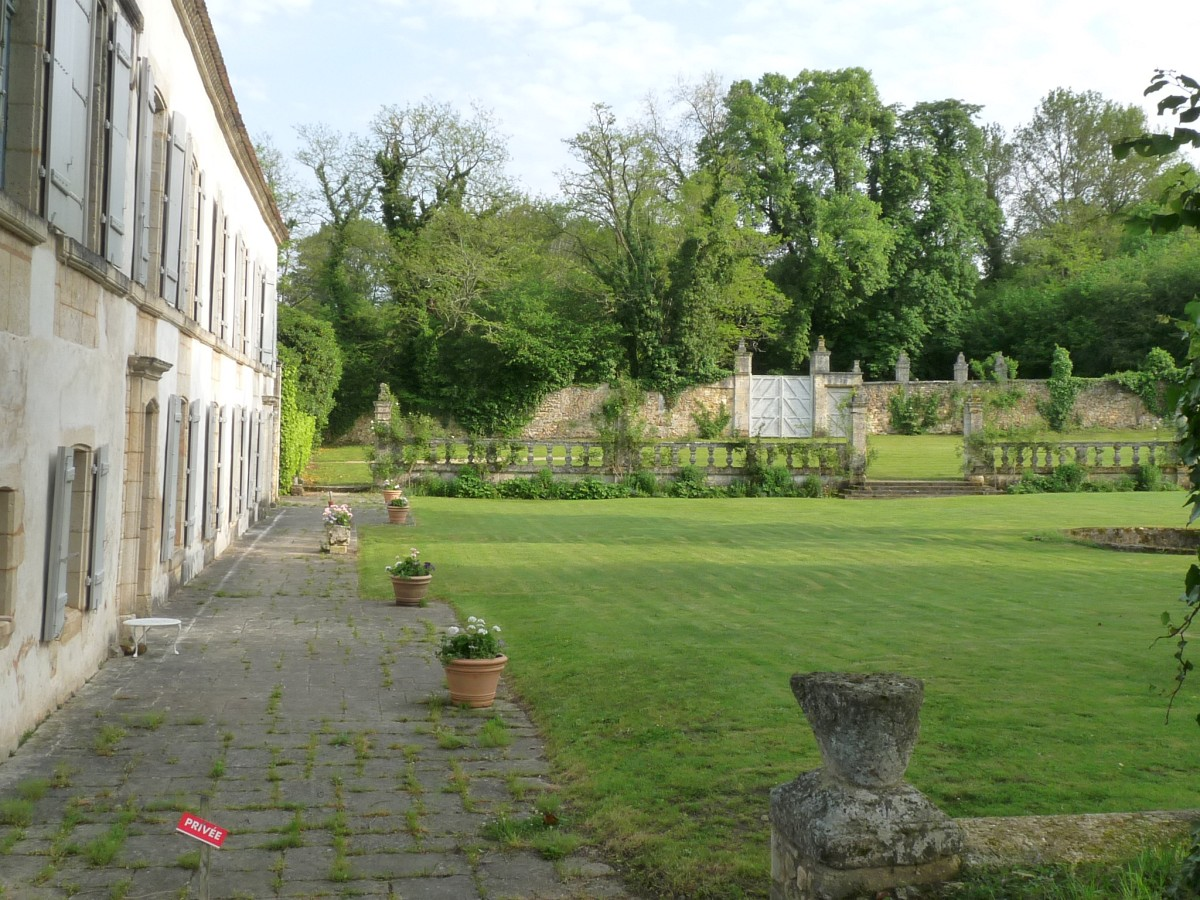
Aile ouest, et portail de l'ancienne entrée.

### Système hydraulique
Les vestiges de l'étang et des viviers rappellent les aménagements hydrauliques habituels aux cisterciens. Ils sont alimentés par des canaux souterrains longeant le nord des bâtiments, descendant d'une fontaine jaillissant dans le pré à l'ouest de l'abbaye, d'où l'ancien nom de l'abbaye. La canalisation dessert aussi le potager, situé au pied de l'abbaye. Depuis les bassins, l'eau descendait par paliers successifs vers l'étang, à l'est.

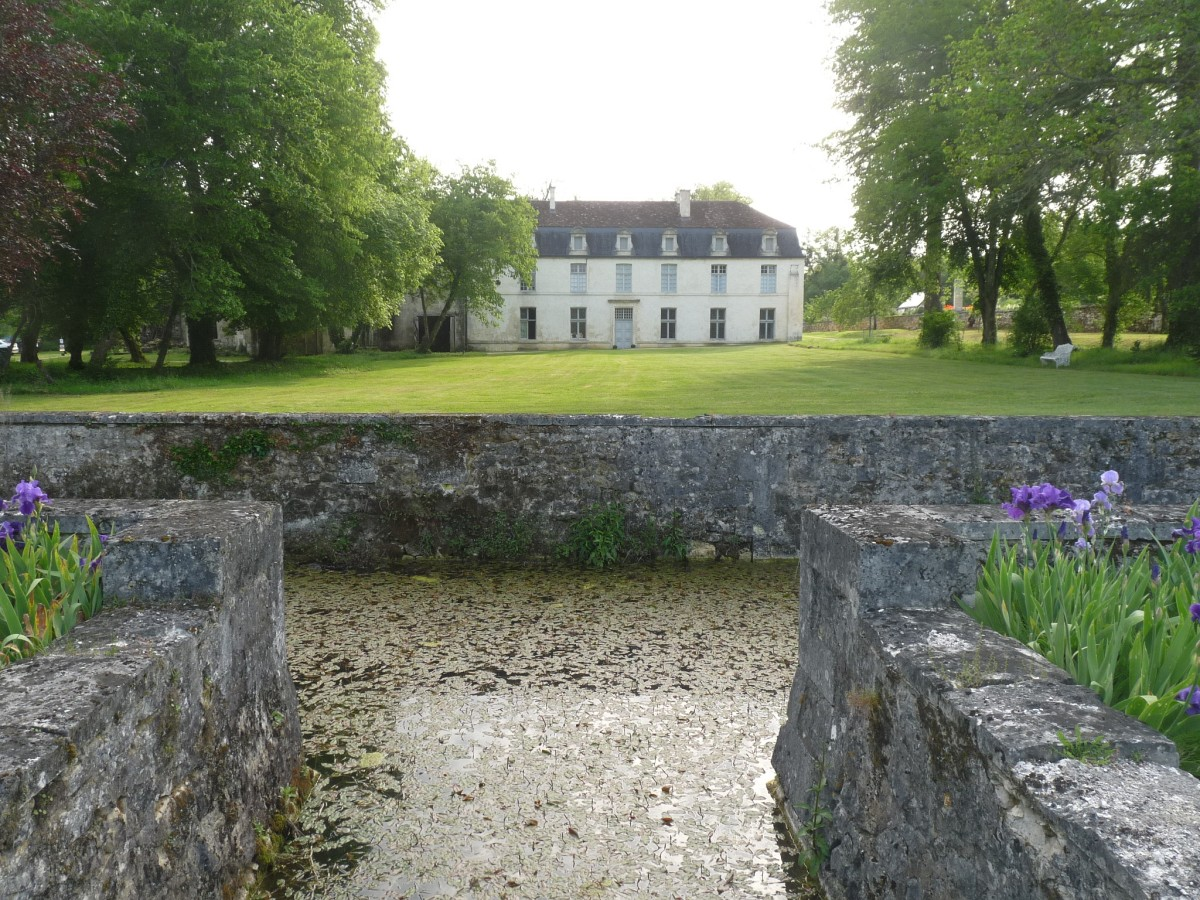
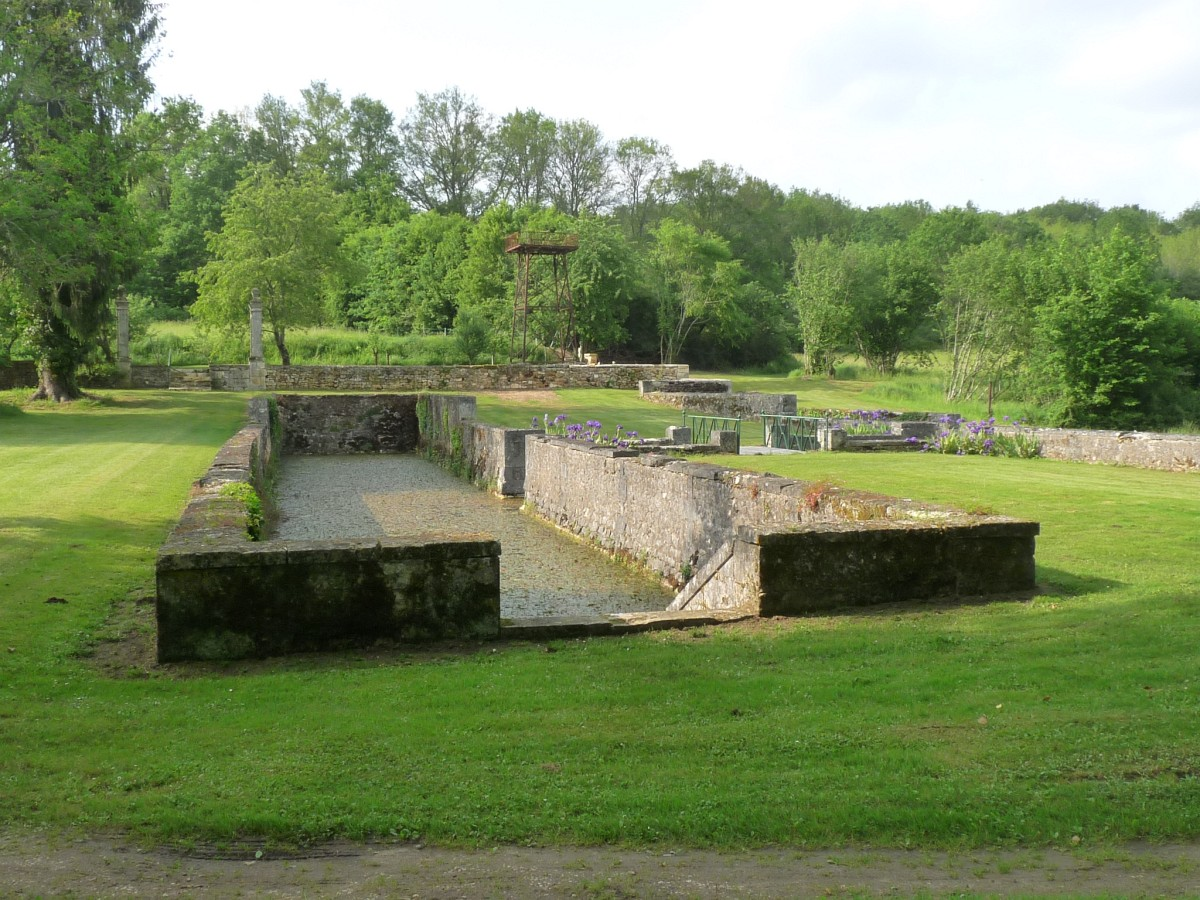
Les anciens viviers.
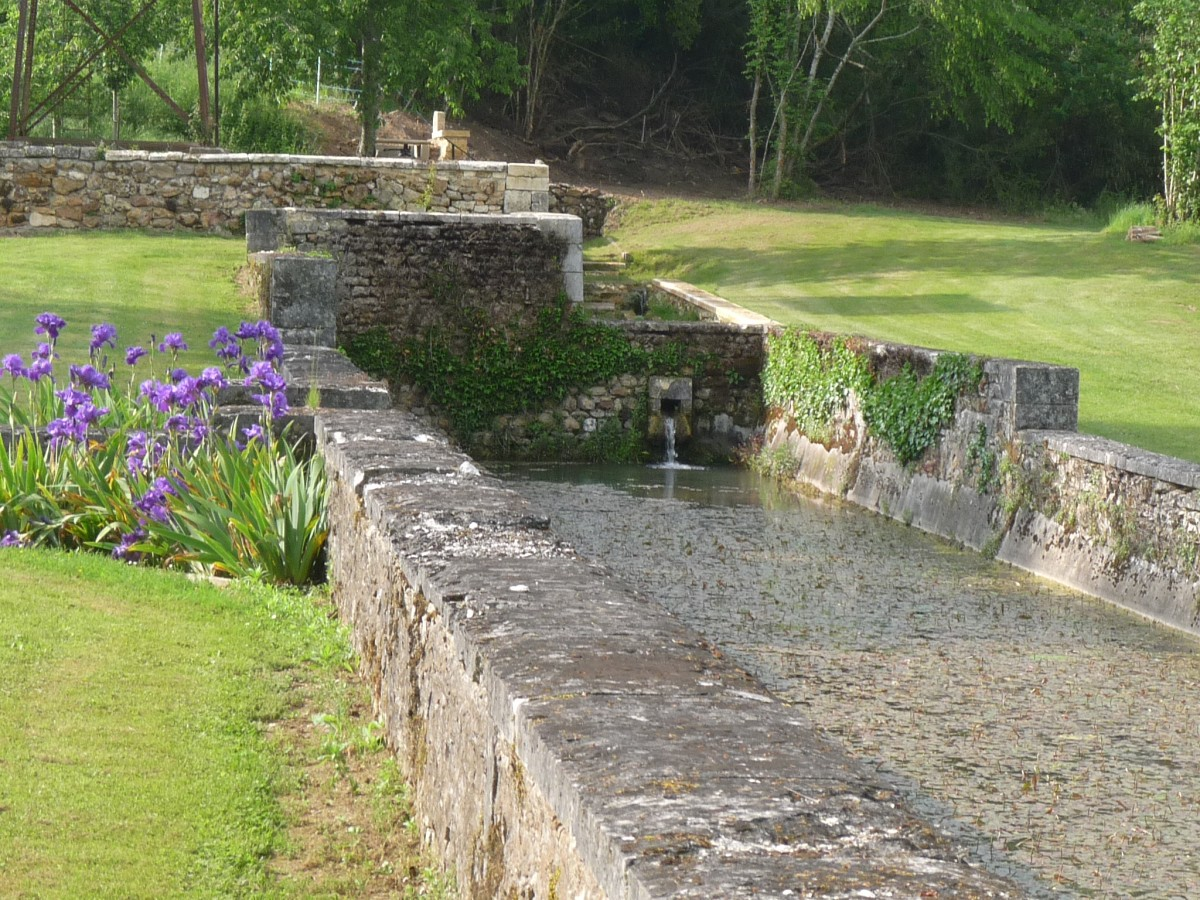
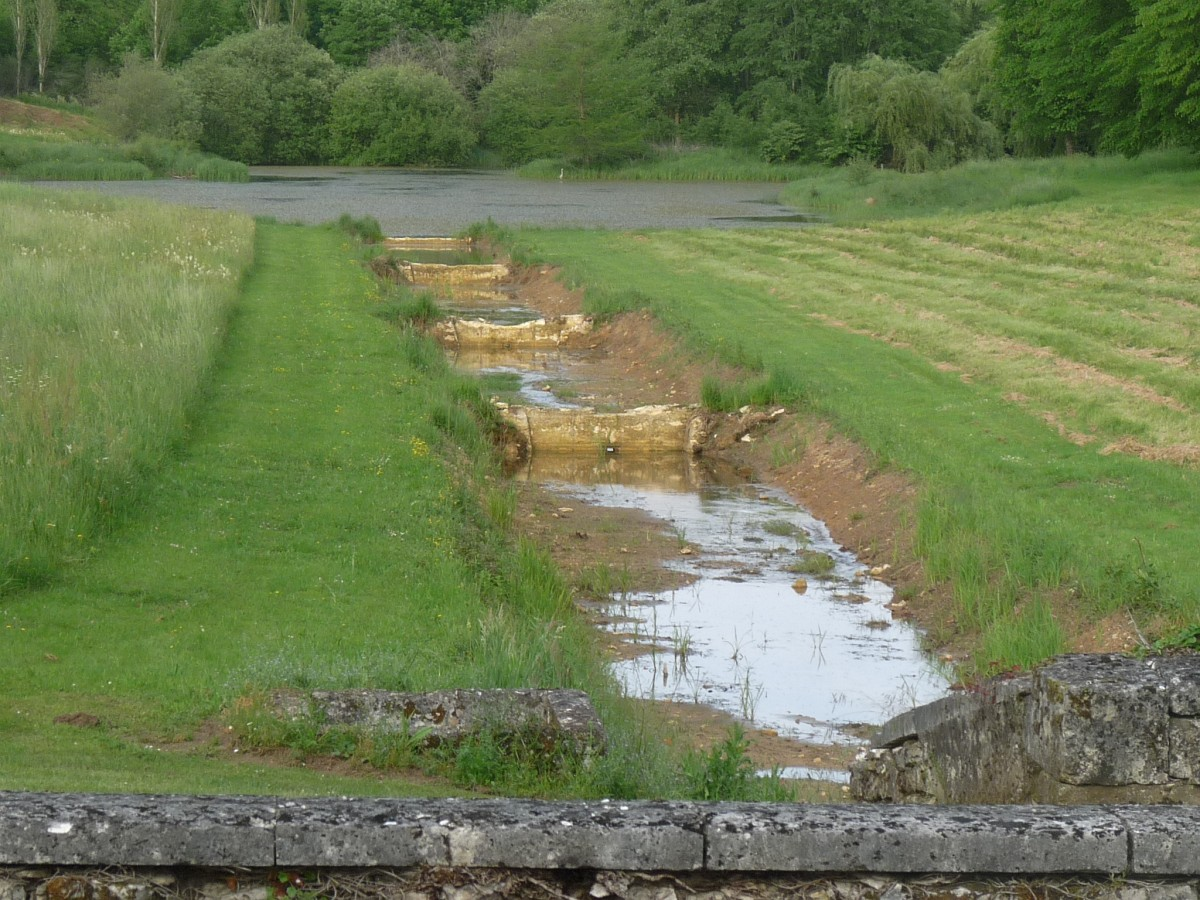
Ancien canal en cascade entre les bassins et l'étang.

## Filiation et dépendances
Notre-Dame de Grosbot était fille de l'abbaye d'Aubazine, en Limousin.

## Protection
L'abbaye, propriété privée, a été classée monument historique le 5 juillet 1993.
Elle est visitable sur rendez-vous, ou aux Journées du patrimoine en septembre.